# Lorenzo Morales
Lorenzo Miguel Morales Herrera (Valledupar, 19 de junio de 1914-Ibídem, 26 de agosto de 2011), conocido como Lorenzo Morales o por su apodo de "Moralito", fue un músico colombiano, acordeonero y cantautor de vallenato.
Es considerado una de las grandes leyendas vallenatas. El Festival de la Leyenda Vallenata de Valledupar lo homenajeó como «rey vitalicio».[¿cuándo?]
Morales fue con Emiliano Zuleta Baquero el protagonista del más famoso duelo musical de Colombia, el cual fue inmortalizado en la canción "La gota fría" e internacionalizado por Carlos Vives y Julio Iglesias.
Como respuesta a Zuleta y su canción  "La gota fría", Moralito compuso "La carta".

## Composiciones
Composiciones musicales de Lorenzo Morales:
- La carta
- Amparito
- El Errante
- La mala situación
- La primavera florecida